# Areca catechu
Areca catechu é uma espécie de palmeira encontrada em alguns países de clima tropical da Oceania e do leste da África. Sua noz é bastante empregada para uso medicinal. Acredita-se que tenha sua origem na Malásia ou nas Filipinas. O nome Areca provém de sua denominação na costa de Malabar, na Índia, e catechu é seu nome de origem malaia. Essa palmeira é erroneamente chamada de bétel, já que sua noz costuma ser mascada juntamente com as folhas da Piper betle, planta da família das piperáceas.

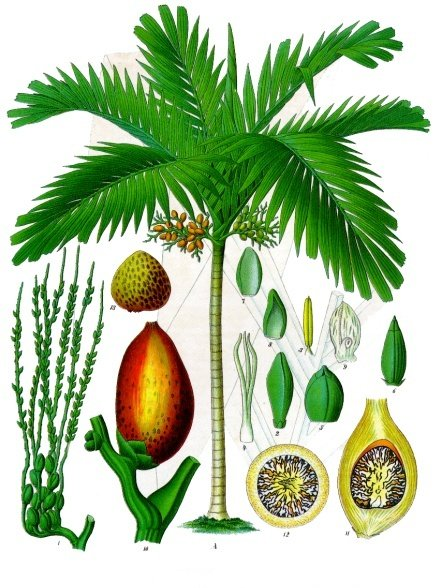
Areca catechu

## Galeria de imagens

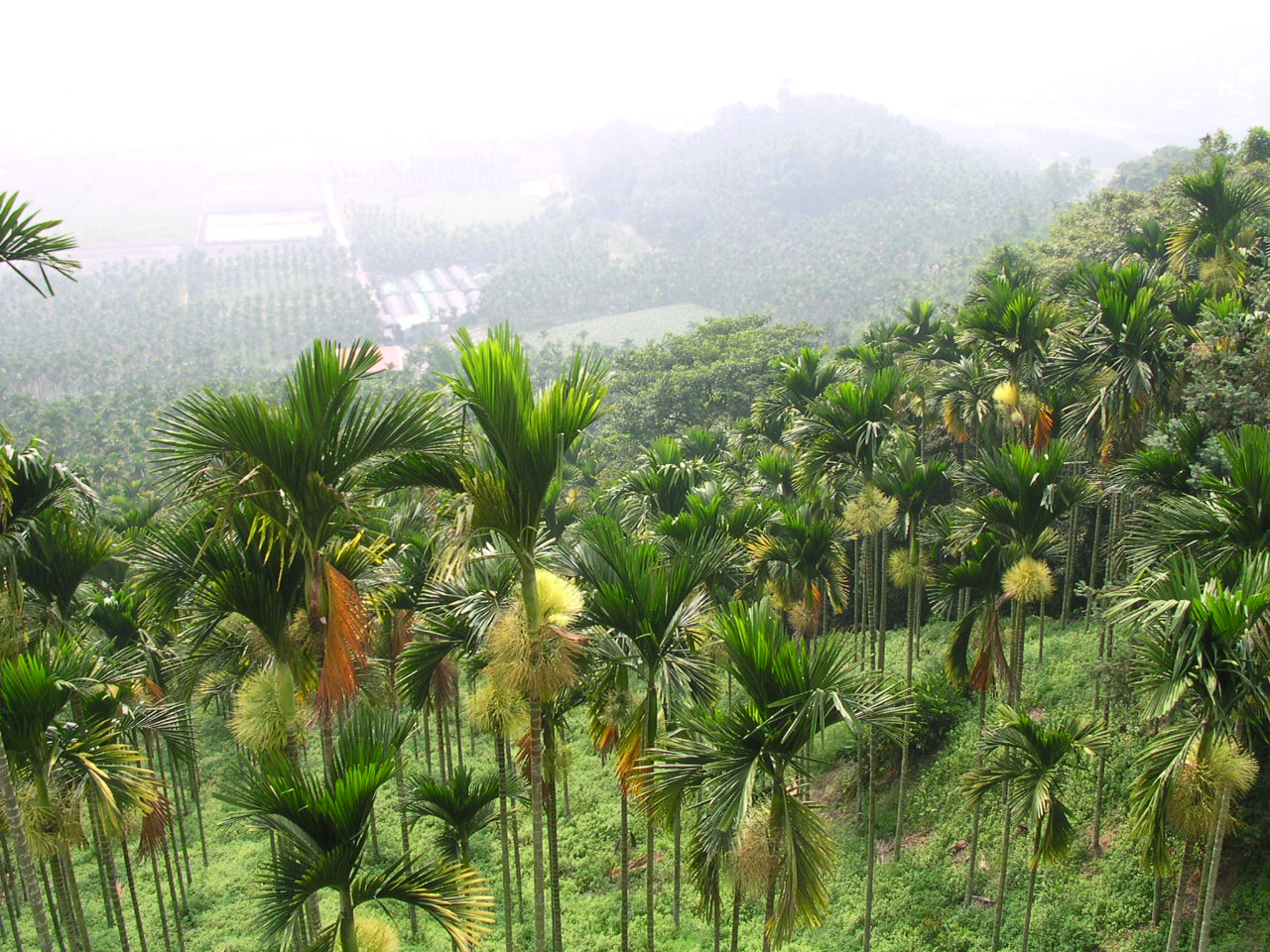
Plantação de Areca catechu em Formosa
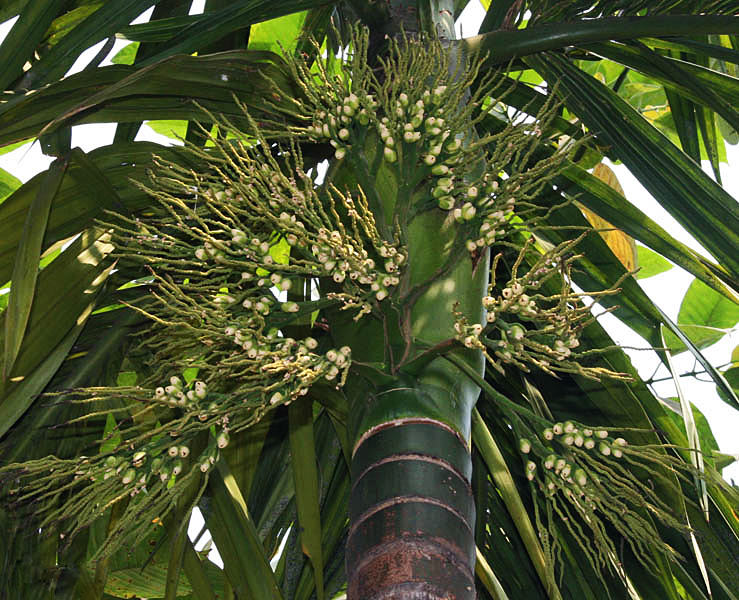
Palmeira de areca em Calcutá, Bengala ocidental, Índia
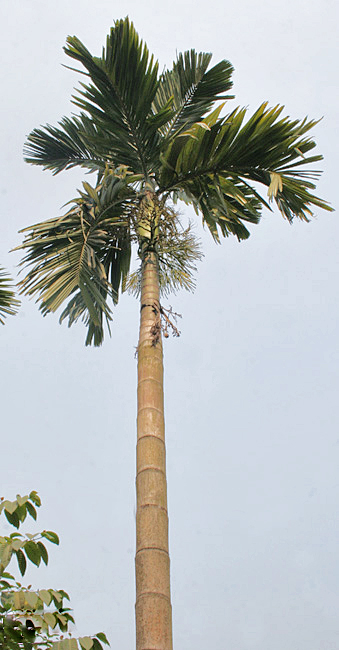
Palmeira de areca em Calcutá, Bengala ocidental, Índia
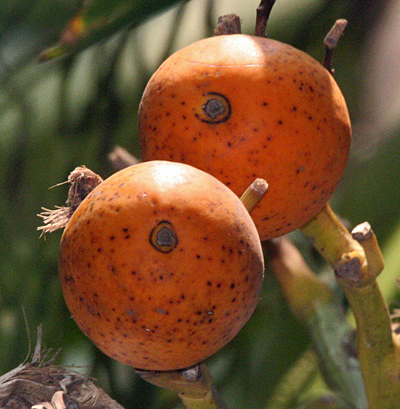
Palmeira de areca em Calcutá, Índia
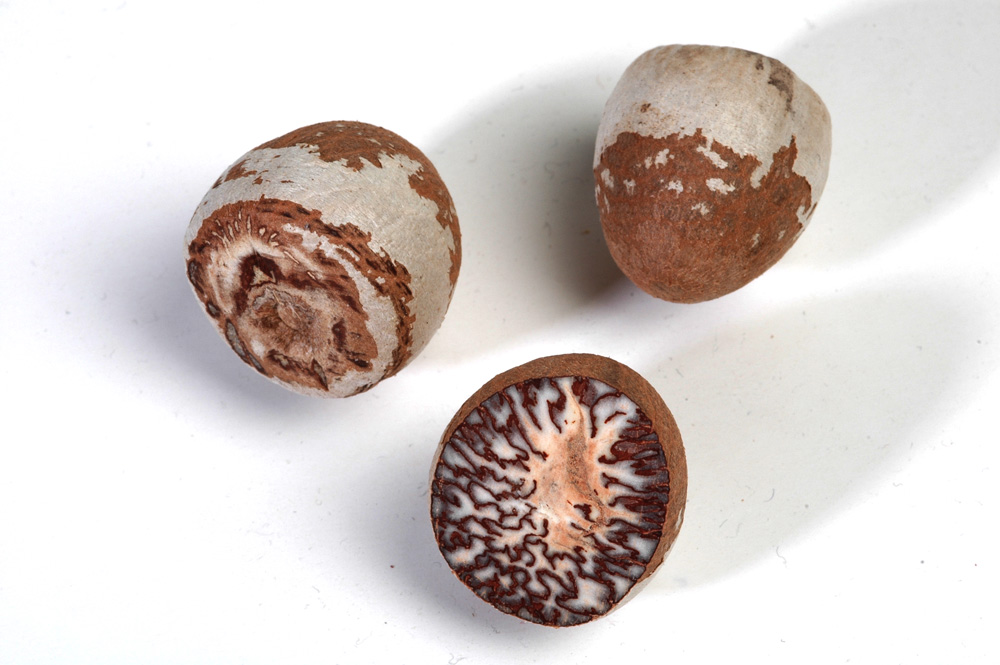
Nozes de Areca da Índia
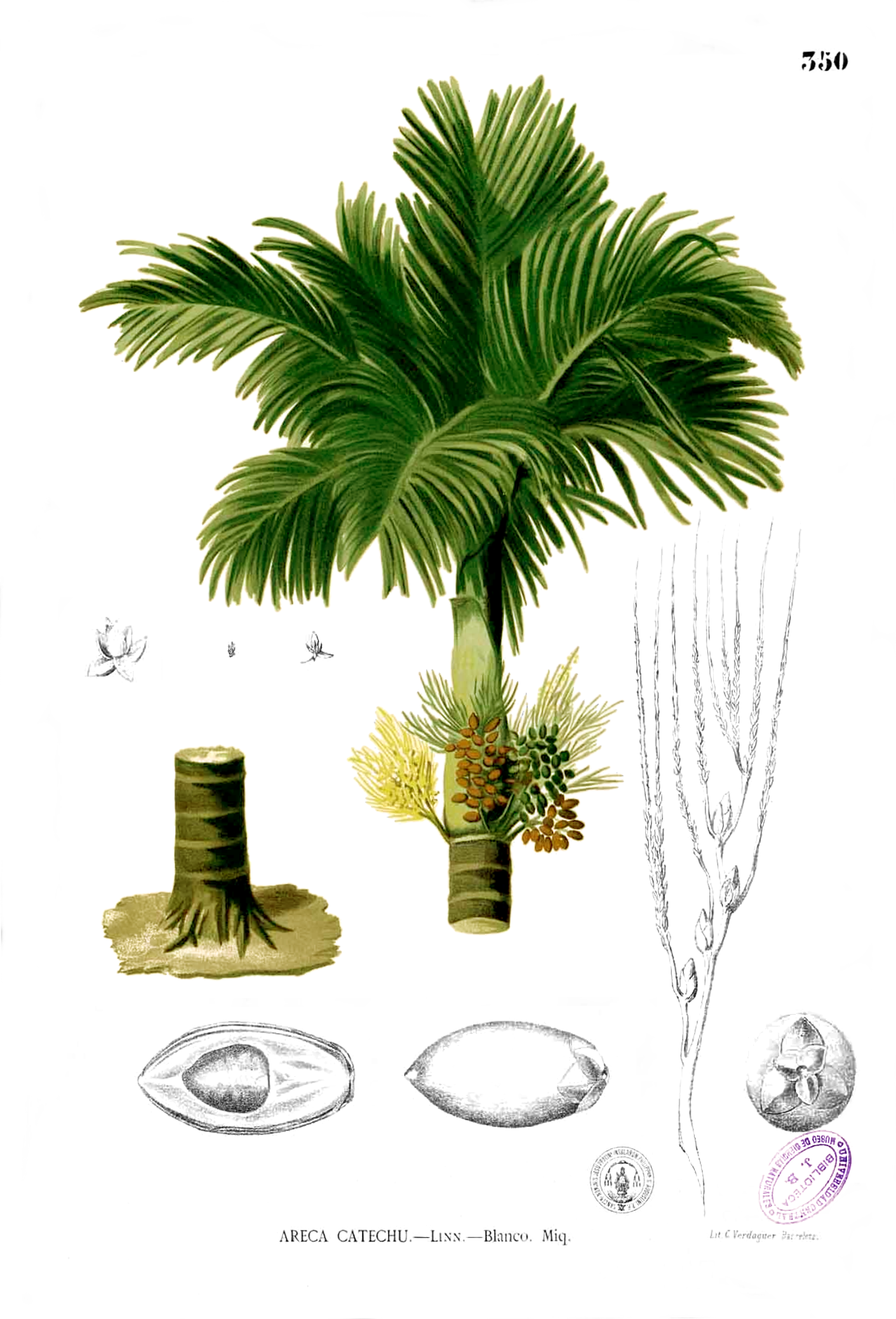
Flora de Filipinas
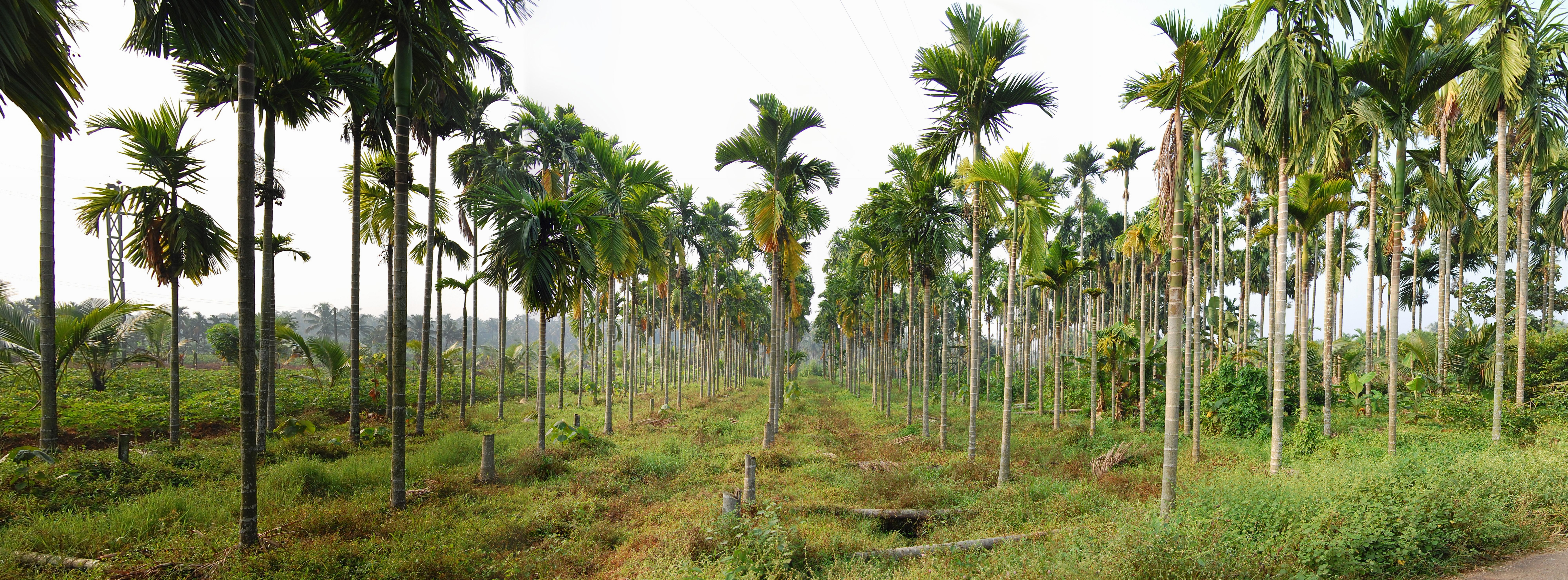
Plantação de Areca catechu